# Casa del gatto
La Casa del gatto (in lettone Kaķu nams) è un edificio situato nel cuore della città di Riga, la capitale della Lettonia. L'edificio è in stile Art Nouveau, ed è uno dei più conosciuti della città. Deve il suo nome a due gatti in bronzo situati sulle punte del tetto che sembrano essere avvinghiati alla costruzione cercando di non cadere.

## Storia
Questo edificio fu fatto costruire da un ricco commerciante, che vedendosi rifiutare il permesso di entrare a far parte della Camera del Commercio Maggiore (e non potendo quindi godere dei relativi benefici), come segno di spregio, fece mettere sul pinnacolo della costruzione un gatto con il posteriore indirizzato verso la Camera di Commercio Maggiore che si trova proprio lì di fronte. Ben presto, però, il proprietario del palazzo fu costretto a invertire l'orientamento del gatto, il quale guarda la strada.

## Galleria d'immagini

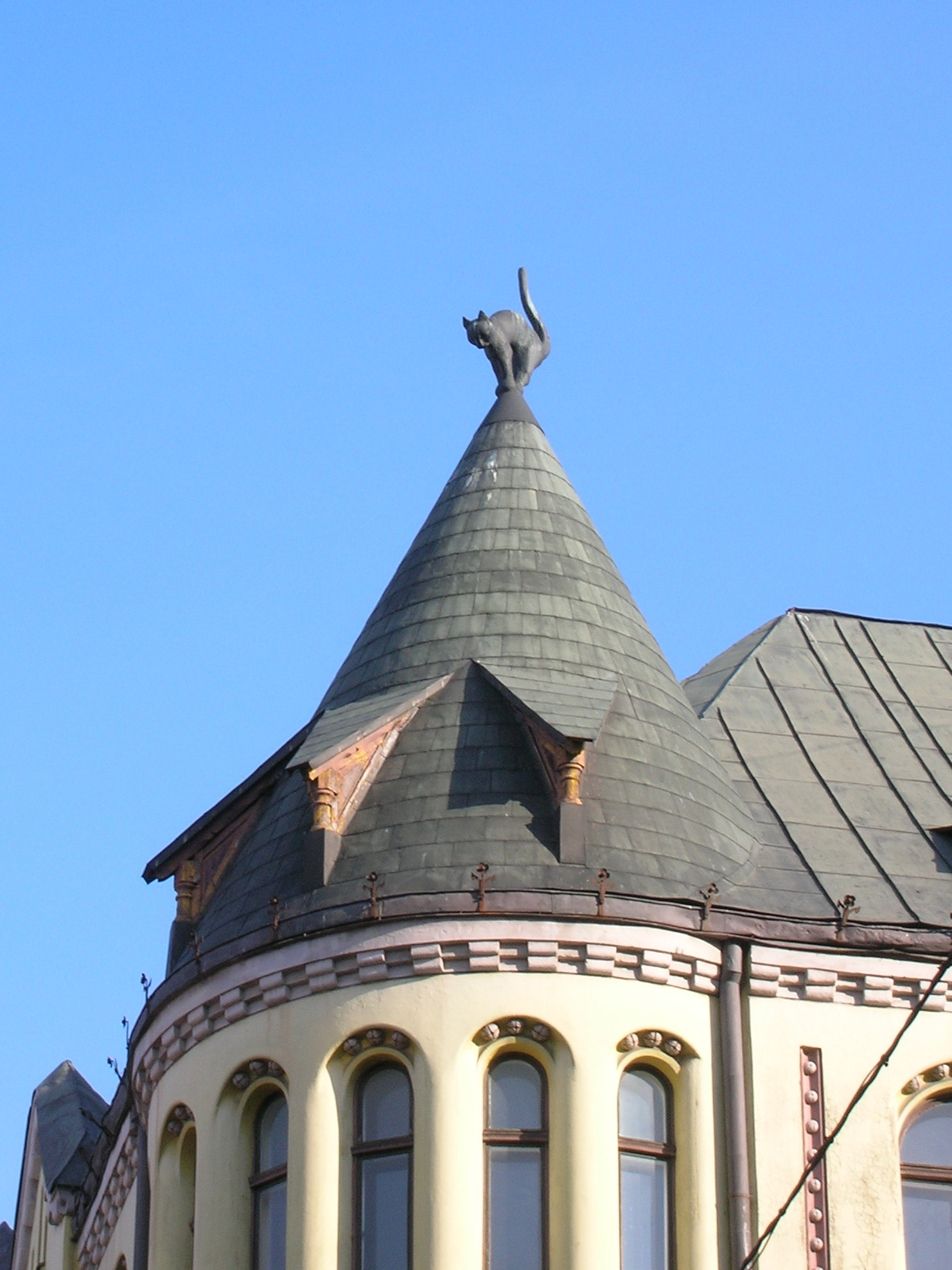
Il tetto col gatto
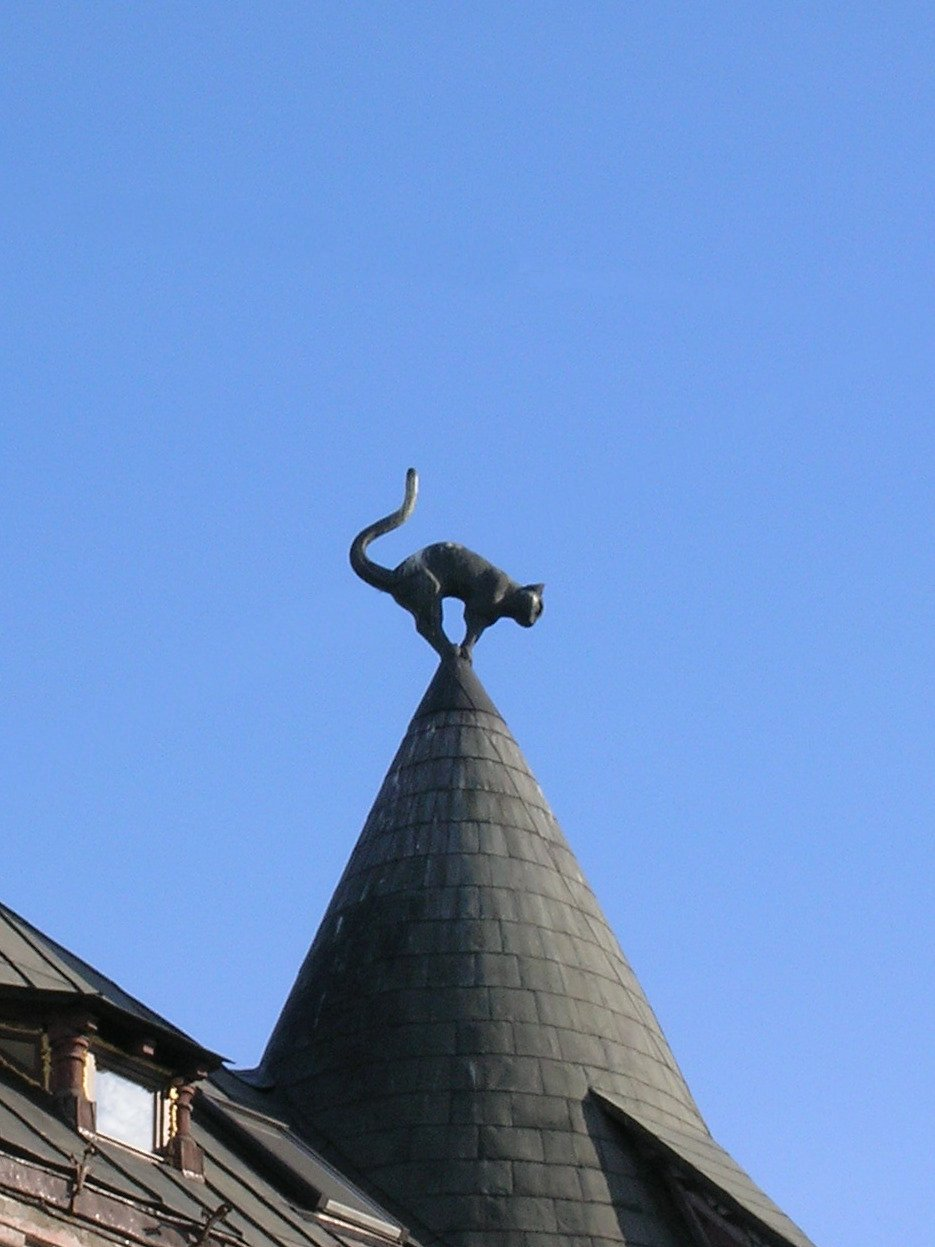
Dettaglio del gatto